# 夸爾內萊卡普雷伊鄉
47°23′N 27°06′E / 47.383°N 27.100°E
夸爾內萊卡普雷伊鄉（羅馬尼亞語：Comuna Coarnele Caprei, Iași），是羅馬尼亞的鄉份，位於該國東北部，由雅西縣負責管轄，面積44平方公里，海拔高度123米，2007年人口3,103，人口密度每平方公里70人。